# Хилсборо (Орегон)
Хилсборо (енгл. Hillsboro) је највећи град у америчкој савезној држави Орегон и седиште је округа Вашингтон. Налази се у долини Туалатин на западној страни метрополитанског подручја Портланд. Град угошћује многе компаније високе технологије, попут Интела. По попису из 2010. године број становника био је 91.611, што је 21.425 (30,5%) становника више него 2000. године.
Хиљадама година пре доласка досељеника, племе Атфалати живело је у долини Туалатина у близини касније формираног места Хилсборо. Због близине Тихог океана, место је постало регион у риболову, лову, као и за бављење пољопривредом. Насељеници су на простору данашњег града основали заједницу 1842. године, касније названу по Дејвиду Хилу, политичару из Орегона. На подручју града изграђена је железничка станица почетком седамдесетих година 19. века, а међуградска електрична железница четири деценије касније. Те железнице као и аутопут помогли су спори раст града на око 2000 људи до 1910. и око 5000 до 1950. године, пре доласка високотехнолошких компанија осамдесетих година 20. века.
Хилсбори има Владу која се састоји од градског менаџера и градског већа на челу са градоначелником. Поред високотехнолошке индустрије, сектори важни за Хилсборо економију су здравствена заштита, малопродаја и пољопривреда, укључујући грожђе и винарије. Град има више од двадесет паркова и стадион Хилсборо за вишенаменску употребу, а десет локација у граду уврштено је у Национални регистар историјских места. Начини превоза укључују приватна возила, јавне аутобусе, лаку железницу и авионе који се користе на аеродрому Хилсборо. Град је дом кампуса за здравствене професије Универзитета Пацифичког универзитета. 

## Историјат
Први људи у долини Туалатин било је племе Атфалати или Туалати који су настањивали регион 10.000 година пре него што су стигли досељеници. Долина се састојала од отвореног травњака који се одржава годишњим паљењем, са раштрканим засадима дрвећа дуж потока. Племена су се често селила по региону, ловила рибу и скупљаха храну, односно охране, семе, корење и бобице. Важне намирнице су биле камас и вапато, а Атфалати су трговали лососом. Током зиме живели су у кућама насељеним у селима у околини данашњег Хилсбора. Њихова популација значајно је смањена крајем 18. века, након што доласка Европљана, који су им пренелис богиње, сифилис и маларију. Од првобитне популације Атфалатија од 1000 до 2000, пријављених 1780. године, само 65 их је остало 1851. године. Године 1885. америчка Влада је остатак људи из тог племена преселила у резерват Гранде Ронде на западу Орегона.
Европско-америчку заједницу основали су Дејвид Хил, Исак Килси и Ричард Вилијамс, који су стигли у долину Туалатин 1841. године, а након њих 1842. године стигло је још шест људи. Локалитет је добио имена Источне Туалатине и Колумбија, пре него што је именован Хилсборо у фебруару 1850. године у част Дејвид Хила, који је део свог земљишта продао округу. Дана 5. фебруара 1850. године повереници које је изабрало законодавно тело одабрали су заједницу за седиште жупанијске владе. Хилу је требало платити 200 долара за његово земљиште након што су парцеле продате, али он је умро пре него што се то догодило, а његова жена Луцинда добила је новац. Брванра у граду саграђена 1853. године служила је као прва школа у заједници и отворена је у октобру 1854. године. Бродови су пловили до града већ 1867. године.
Године 1871. железничка пруга Орегон-Калифорнија проширена је до Хилсбора, али је ишла јужно од града, јер град није желео да пружи земљиште железници у замену за железничку везу. Хилсборо је занично постао град 19. октобра 1876. године. Први градоначелник био је А. Луелинг, који је на дужност ступио 8. децембра 1876. и служио је једногодишњи мандат. Познати каснији градоначелници били су конгресмен Томас Х. Тонг (1882 и 1886) и државни сенатор Вилијам Д. Хер (1885). Године 1923. град је изменио своју повељу и усвојио владу управника савета са градским саветом од шест особа, градоначелником који је хонорарно одредио главну политику и градским менаџером који је водио свакодневне послове. Дана 30. септембра 1908. године 5000 људи окупило се док је електрична железница у Орегону отворила везу између града и Портланда међуградском електричном железничком пругом, која је прва стигла до заједнице. У јануару 1914. године, железничка пруга уведена је у међуградску службу, на посебној линији опслужујући различите заједнице између Хилсбора и Портланда. Дана 28. јула 1929. године прекинут је железнички саобраћај од Портланда до Хилсбора, док је путнички превоз Орегон електрик трајао до јула 1932. године.
Зграда од опеке саграђена је 1852. године за смештај жупанијске владе, а 1873. направљена је кућа од цигли за њихово седиште. Године 1981. судница је преуређена и саграђена је сахат-кула, док је зграда проширен 1912. године. Нова зграда суда направљена је 1972. године и заменила је зграду из 1928. године. Прво градско ватрогасно веће основано је 1880. године. Систем за дистрибуцију пијаће воде и електричне енергије који је додан у 1892–93 дао је граду три хидранта и минимално улично осветљење. Хилсборо је свој први систем канализације изградио 1911. године, али пречишћавање канализације није додато до 1936. године. Сопствени водовод град је изградио 1913. године, а прва градска библиотека отворена је у децембру 1914. године. Од 1921. до 1952. године други највиши торањ на свету налазио се у јужном делу Хилсбора, након чега је срушен, а био је телеграфски торањ. Током педесетих и шездесетих година 20. века, приватна компанија Туалатин пружала је услугу транзита који је повезивао Хилсборо са Бивертоном и Портландом. Преузела га је јавна транзитна агенција ТриМет у јавном власништву 1970. године. Године 1979. Интел је отворио свој први погон у Хилсбоу. Компанија ТриМет је отворила лагану железничку пругу Метрополитан Ареа Екпрес у граду 1998. године. Културни центар је отворен 2004. године, а нова градска већница је завршена 2005. године. Некадашњи председник САД Барак Обама посетио је град и Интелов кампусу фебруару 2011. године.
Знаменитости наведена у Националном регистру историјских места у и око Хилсбороа укључују Стару цркву завршену 1876. године, северно од града. У близини насеља Оренцо налази се фарма Имбри која укључује кућу саграђену 1866. године и амбар Франк Имби, а оба су служила као фабрике за производњу пива. Изграђена 1935. године, кућа Харолд Вас налази се у близини Интеловог кампуса. Историјске знаменитости у центру укључују кућу Зула Линклатер (завршена 1923), кућу Рајс Гејтса (1890), кућу Едварда (око 1915) и кућу Чарлса Шорија (око 1908). Године 2007. фарма Манинг Камна додата је у списак знаменитих места и обухвата  10 зграда, које датирају још из 1883. године.

## Географија
Биро за попис становништва Сједињених Држава извештава да град има укупну површину од 55,9 km². Град се налази у долини Туалатин, а река Туалатин чини део јужних градских граница. Терен града је прилично раван, у складу је са пољопривредном прошлошћу и пољопривредним газдинствима која још увек раде. Хилсборо се налази око 27 км западно од Портланда на надморској висини од 59 м. Поред реке Туалатин, у граду се налази велики број потока. Хилсборов улични систем разликује се од многих других у округу. Већина градова у округу Вашингтон користи систем бројања и оријентацију кардинала на основу решетке која почиње код реке Виламетте у центру Портланда, која је првобитно била део округа Вашингтон. На пример, имена улица у Бивертону садржке префиксе СВ (southwest) јер град лежи у југозападном кварталу Портланда.
У Хилсбороу се нека имена и адресе округа подударају са мрежом Портланд уместо са Хилсборовом мрежом кардиналног смера, а град ради на томе да адресе и улице у Хилсбороу буду у складу са унутрашњом мрежом. Унутрашња мрежа у Хилсбороу усредсређена је на средишњу раскрсницу главне улице која води од истока према западу и прве авеније која води у правцу север-југ. Већина адреса у граду садржи префиксе: НВ, НЕ, СВ или СЕ. Главна улица једноставно је означена као Источна Главна или Западна Главна улица. Адресе на јужној страни улице имају парне бројеве, а непарни се налазе на супротној. Хилсборов улични систем садржи 20 блокова по једном километру.
Северне и јужне саобраћајнице у граду називају се авеније, док се источе и западне зову улице. Улице које нису у градском подручју Хилсбороа не морају бити у складу са овим конвенцијама о именовању. Град је подељен на осам подручја, од којих сваки садржи неколико чеврти. Подручје на истоку садржи кварт Тансборн и Западни кампус, на североистоку укључује четврти Оренцо, Станицу Оренцо, аеродром и Вест Јунион. Суседства Џексон, Санрајс и Гленсо налазе се на северозападу,а четврти Денис, Гарибалди и Конел налазе се на западном подручју. Централно подручје укључује четврти Даунтаун, Џексон Ботом, Хенри и Иствуд. Блокови у језгру у центру дуги су од 120 метара са сваке стране. Оријентири у Хилсбороу укључују судницу округа Вашингтон, седиште владе округа. Дуж западне ивице града налази се гробље основано 1870. године, које служи као посљедње почивалиште градских челника и политичара. Поред аеродрома је сајамски комплекс округа Васхингтон, дом годишњег окружног сајма. У парку Шут налази се дрвена скулптура од 7,6 мкоја је поклоњена граду 1987. године.
Лета у Хилсбороу су углавном топла, али температуре током целе године модерирају се утицајем Тихог океана. Долина Виламете у којој се налази град има највећи део падавина током зимских месеци, највише у периоду од новембра до марта. То повремено укључује и снежне падавине. Хилсборо у просеку прима падавине 161 дана годишње. Просечна годишња количина падавина између 1930. и 1998. године била је 970 мм. Август је најтоплији месец са просечном високом температуром од 27 °C, док је јануар најхладнији месец са просечном високом од 8 °C. Највиша забележена температура, 42 °C била је догодила 19. јула 1956. године а најнижа, -23 °C, 31. јануара 1950. Према Коппеновом систему класификације климе, Хилсборо има медитеранску климу са топлим летњим временом.
| Клима Hillsboro             | Клима Hillsboro | Клима Hillsboro | Клима Hillsboro | Клима Hillsboro | Клима Hillsboro | Клима Hillsboro | Клима Hillsboro | Клима Hillsboro | Клима Hillsboro | Клима Hillsboro | Клима Hillsboro | Клима Hillsboro | Клима Hillsboro |
| Показатељ \ Месец           | .Јан.           | .Феб.           | .Мар.           | .Апр.           | .Мај.           | .Јун.           | .Јул.           | .Авг.           | .Сеп.           | .Окт.           | .Нов.           | .Дец.           | .Год.           |
| --------------------------- | --------------- | --------------- | --------------- | --------------- | --------------- | --------------- | --------------- | --------------- | --------------- | --------------- | --------------- | --------------- | --------------- |
| Апсолутни максимум, °C (°F) | 21 (69)         | 21 (70)         | 28 (83)         | 32 (90)         | 38 (100)        | 39 (102)        | 42 (108)        | 41 (106)        | 39 (103)        | 33 (92)         | 26 (78)         | 18 (64)         | 42 (108)        |
| Максимум, °C (°F)           | 7 (45)          | 10,3 (50,6)     | 13,1 (55,6)     | 16,7 (62,1)     | 20,4 (68,7)     | 23 (74)         | 27 (81)         | 27,2 (80,9)     | 24,4 (75,9)     | 17,9 (64,3)     | 11,3 (52,4)     | 8 (46,4)        | 17,3 (63,1)     |
| Минимум, °C (°F)            | 0,4 (32,7)      | 1,4 (34,6)      | 2,7 (36,8)      | 4,3 (39,8)      | 6,7 (44,1)      | 9,4 (48,9)      | 11,1 (51,9)     | 10,7 (51,2)     | 8,6 (47,4)      | 5,3 (41,6)      | 2,8 (37,1)      | 1,2 (34,2)      | 5,4 (41,7)      |
| Апсолутни минимум, °C (°F)  | −26 (−14)       | −23 (−9)        | −8 (18)         | −7 (20)         | −3 (26)         | −1 (30)         | 2 (36)          | −1 (30)         | −2 (29)         | −6 (21)         | −13 (8)         | −19 (−2)        | −26 (−14)       |
| Количина падавинаmm (in)    | 152,1 (5,99)    | 112,3 (4,42)    | 99,8 (3,93)     | 56 (2,2)        | 44,4 (1,75)     | 36,1 (1,42)     | 11,7 (0,46)     | 18,5 (0,73)     | 36,3 (1,43)     | 75,7 (2,98)     | 143 (5,63)      | 173 (6,8)       | 958,6 (37,74)   |
| Дани са падавинама          | 20              | 16              | 17              | 14              | 11              | 8               | 3               | 4               | 7               | 12              | 19              | 20              | 151             |
| Извор:                      |                 |                 |                 |                 |                 |                 |                 |                 |                 |                 |                 |                 |                 |

## Демографија
Број становника Хилсбороа нарастао је са 402 у 1880. години на 2.016 до 1910. године. До 1970. године повећао се на више од 15.000, иако га је суседни Бивертон претекао као најгушће насељени град у округу. До 1990. године било је више од 37.000 становника, поп попису становништва из 2010. године, било је 91.611 становника у граду и тада је Хислборо био на петом месту међу највећим градовима државе иза Портланда, Јуџина, Сејлема, Грешама и мало испред Бивертона, који је заузео шесто место.
Овај број указује на пораст од 30,5 посто у односу на 70.186 становника Хилсбороа у 2000. години, што чини град четврти најбрже растућим у држави током двехиљадитих и најбрже растућим градом у долини Виламете у истом периоду. Године 2007. у граду је била 17.126 домова, чије је просечна цена била 246.900 долара. Bloomberg Businessweek навео је да је Хилсборо најбрже растући град у Орегону за период између 1990. и 2010. Године, за градове са преко 10 000 становника.
Према попису становништва из 2010. године, у граду је живело 91.611 људи, било је 33.289 домаћинстава и 22.440 породица. Густина насељености износила је око 3.800 становника по 1.500 km².
У граду је према попису било 73% белаца 2% афроамериканаца, 1% Индијанца, 9% азијата и 10% од осталих раса. Хиспаноамериканци и Латиноамериканци било које расе чинили су око 23% становништва.
Било је 33.289 домаћинстава, од којих је око 38% имало децу млађу од 18 година који живе са њима, 51% су били брачни парови који живе заједно, а у 11% домаћинстава живели су самци. Отприлике 24% свих домаћинстава сачињавају појединци, а 6% самци од 65 година или више. Просечна величина домаћинства била је 2,71, а просечна величина породице 3,24. Медијан старости у граду био је 32 године. Око 27% становника је било млађе од 18 година; 9% је било између 18 и 24 године; 35% је било од 25 до 44; 21% било је од 45 до 64; а 8% је било старије од 65 година. Сполна структура града била је 50,2% мушкараца и 49,8% жена.
У време пописа становништва 2000. године било је 25.079 домаћинстава, од којих је око 38% имало децу млађу од 18 година који живе са њима, 55% су били брачни парови који живе заједно, 9% је имало домаћинство без партнера, а 32% су били невенчани парови. Отприлике 23% свих домаћинстава сачињавају појединци, а 5% њих су старији 65 година или више. Просечна величина домаћинства била је 2,8, а просечна величина породице 3,3 особе. Становници градова укључивали су око 28% млађих од 18 година, 11% од 18 до 24 године, 37% од 25 до 44,17 % од 45 до 64, и 6% старијих од 65 година. Медијана старости је био 30 година. На сваких 100 женa било је око 106 мушкараца. Медијан дохотка домаћинства био је око 52 000 долара, а медијан породичног дохотка 57 000 долара. Мушкарци су имали средњи приход од 41.000 долара у поређењу са 30.000 долара за жене. Приход по глави становника је био око 22.000 долара.
Године 2011. пријављено је 180 високих злочина и 2.154 пријављених злочина уништавања имовине. Стопа криминала била је 157,2 на 100.000 људи у поређењу са националним просеком од 309,3. Кривична дела укључују присилно силовање, пљачку, убиства, немарно убиство и тешки напад. Имовинска кривична дела укључују пожар, крађу моторних возила, крађу и провале. Статистички подаци које је објавила Комисија за кривично правосуђе из Орегона показали су благи тренд пада стопе криминала у округу Вашингтон између 1991. и 2005. Стопа за индексна кривична дела, група која се састоји од горе поменутих комбинованих насилних кривичних дела и имовинских злочина, била је 3.930 на 100.000 у 1991. и порасла је на 4.440 на 100.000 у 1997. години пре него што је опала на 3.410 на 100.000 у 2005. години.

## Култура и образовање
У граду се налазе три комерцијална биоскопа с укупно 30 екрана. Ово укључује Венецијанско позориште које је на месту старог Градског позоришта поново отворено 2008. године. Орегонски збори (симфонијски хор са 60 људи), мушки берберски хор симфонијски оркестар Хилсборо и регионално позориште уметника Хилсбороа такође су смештени у граду.  Оркестар је основан 2001. године под руководством Стефана Миндеа. Године 2004. град је отворио културно уметнички центар Глен Виола Волтер у преуређеној цркви у центру града. Центар нуди простор за галерије и перформансе, као и учионице за подучавање о уметности. Музеј стена и минерала налази се у севенром делу града. Музеј округа Вашингтон био је смештен у центру града, од 2012. до 2017. године, а касније се вратио на своју претходну локацију.
Хилсборо има две филијале библиотеке. Отворене су 2007. године након што је мања библиотека затворена, главна подружница површине 3.500 м² налази се у северном делу града. Старија и мања филијала налази се у југозападном делу града. Библиотеке Хилсборо део су кооперативних библиотечких услуга округа Вашингтон, што становницима омогућава кориштење других библиотека у округу и укључује међу библиотечке позајмице. Хилсбороово одељење за паркове и рекреацију управља са више од 20 објеката, укључујући комплекс рекреације Гордон Фабер који укључује стадион Хилсборо и Рон Тонкин Фелд. Постоје 23 парка, два спортска комплекса, културно уметнички центар Валтерс, центар за акватику и рекреацију Шуте Парк и три друга објекта мешовите намене. У граду се такође налази природни резерват Џексон Ботом ја јужној страни града. Јужно од града налази се сценски видиковац, нарочито популаран међу туристима.
У граду постоји неколико голф клубова и терена. Хилсборова годишња парада 4. јула друга је по виличини парада овог типа у Орегону. Сваког лета град нуди бесплатну серију концерата у Шут парку. Град има два професионална спортска тима, Портланд Тимберс и бејзбол клуб Хилсборо Хопс.
Хилсборо делује у облику већа и управника градске власти. Бирачи бирају шест великих већника и градоначелника, који на тој функцији буду четири године, под ограничењем два узастопна мандата. Градоначелник и веће именују градског менаџера за обављање обичних послова града.  Одлуке о политици су одговорност савета и градоначелника. Административне функције обављају руководиоци и особље именовано руководиоцем. Владине функције су усредсређене на грађански центар Хилсборо, у којем се налази канцеларија градског менаџера и место је састанка градског већа два пута месечно. Хилсборо има свој библиотечки систем, ватрогасну службу, паркове, водовод и полицијску управу.Ватрогасна јединица Хилсборо има пет станица, а полицијска управа Хилсбора управља са две стандардне станице. На савезном нивоу, Хилсборо се налази у првом конгресном округу Орегона.
Јавним школама у Хилсбороу управља школски округ Хилсборо. Дистрикт је обједињена школска област са двадесет и три основне школе, четири средње школе и четири средње школе. У округу такође постоји Центар за образовање Милер, алтернативна школа, атлетски комплекс и школа Чартер. Укупан број уписаних у школској години 2015–16 био је 20.501 ученика, што га чини четвртим највећим округом у држави. У граду постоји и неколико универзитет и приватних средњих школа, као и Католичка школа светог Матеје.